# Tiger Electronics
Tiger Electronics é uma fabricante de brinquedos estado-unidense, mais conhecida por seus jogos portáteis de LCD, o Furby, e Giga Pets. Foi fundada em 1978 por Randy Rissman e Roger Shiffman e faz parte da Hasbro desde 1998.
A empresa é uma das mais proeminentes produtoras de brinquedos eletrônicos, escolhida para produzir brinquedos baseados em uma grande variedade de licenças, incluindo Star Trek, Star Wars, Barney, Arthur, Winnie the Pooh, Franklin a Tartaruga, Neopets, Wheel of Fortune, Jeopardy!, Quem Quer Ser Milionário?, entre outras.
A companhia também produziu diversos jogos eletrônicos portáteis em tela de LCD durante a década de 1990, além de jogos em relógios, também produziu o R-Zone que era prendido à cabeça através de um elástico, também produziu o console Game.com.